# Железнодорожный переулок (Владикавказ)
Железнодорожный переулок  — переулок во Владикавказе (Северная Осетия, Россия). Находится в Промышленном муниципальном округе. Начинается от улицы Джанаева.
Первоначальное название Нижне-Сунженская улица. Наименование улицы произошло от реки Сунжа. Это название значилось только в проекте плана города и списке улиц города Владикавказа за 1926 год.
21 июня 1928 года постановлением заседания Президиума Владгорсовета 4-го созыва (протокол № 74, §1477), Нижне-Сунженская улица получила наименование Железнодорожный переулок: «Вновь составленный план города утвердить со следующим изменением названия улицы Н. Сунженская — Ж. Дорожный».